# Нолан (округ)
Округ Нолан (англ. Nolan county) — округ штата Техас Соединённых Штатов Америки. На 2000 год в нем проживало 15 802 человек. По оценке бюро переписи населения США в 2009 году население округа составляло 14 917 человек. Окружным центром является город Суитуотер.

## История
Округ Нолан был сформирован в 1881 году. Он был назван в честь Филиппа Нолана, солдата техасской революции.

## География
По данным бюро переписи населения США площадь округа Нолан составляет 2367 км², из которых 2362 км² — суша, а 5 км² — водная поверхность (0,21 %).

### Основные шоссе
- Федеральная автострада 20
- Шоссе 84
- Автострада 70
- Автострада 153

### Соседние округа
- Фишер  (север)
- Тейлор  (восток)
- Раннелс  (юго-восток)
- Кок  (юг)
- Митчелл  (запад)